# Coruro
Coruro (Spalacopus cyanus) är en art i familjen buskråttor och den enda arten i släktet Spalacopus. Den har bättre förmåga att gräva i marken än andra medlemmar av samma familj.

## Utbredning och habitat
Coruro lever endemisk i Chile, från region Coquimbo till region Maule. Den förekommer både vid kustlinjen samt i bergstrakter upp till 3 000 meter över havet. Habitatet utgörs av torra savanner eller grästäckt bergland.

## Kännetecken
Djuret har en robust kropp samt stort huvud med kort hals. Den mjuka pälsen har en svart till svartbrun färg, fötterna är mörkgröna. Den jämförelsevis korta svansen saknar hår och är täckt med fjäll. Ögonen och öronen är små. De långa och breda framtänderna är böjd framåt, även molarerna växer hela livet och slitas ständig av. Djuret når en kroppslängd mellan 11,5 och 16,5 centimeter, svansen är 4 till 5 centimeter lång. Vikten varierar mellan 60 och 120 gram.

## Levnadssätt
Arten är aktiv på dagen men vistas huvudsakligen under markytan. Bon består av flera tunnlar som ligger 10 till 12 centimeter under ytan med en diameter på 5 till 7 centimeter. Från tunnlarna finns flera uppstick för att komma åt föda eller för att kasta onödig jord. Coruron gräver med framfötterna och tänderna och använder bakfötterna för att transportera jorden uppåt.
I varje bo lever upp till 15 individer däribland flera hannar. Olika gruppers tunnelsystem ligger ibland tät vid varandra eller är till och med sammanlänkade. Områden med tunnelsysten kan på så sätt vara rätt stora. Grupperna stannar inte länge i samma region och letar efter nya ställen när tillgången till födan minskar.
Arten har olika läten för kommunikationen, däribland flera pipljud.
Födan utgörs främst av amaryllisväxter, till exempel Leucocoryne ixioides. Coruron samlar föda före den kalla årstiden men håller ingen vinterdvala.

## Fortplantning
Det antas att honor parar sig två gånger per år. Efter dräktigheten som varar i cirka 77 dagar föder honan två till fem ungar. De dias ungefär 60 dagar. Individer i fångenskap blev upp till 5 år gamla.

## Hot
Ibland öppnas djurets gångar av människor för att komma åt växtsamlingen. Populationen uppskattas tillräcklig stor och arten listas som livskraftig.